# Campeonato Brasileiro Série B 2008
Il campionato di Série B brasiliano 2008 venne vinto dal Corinthians. Oltre al Corinthians ottennero la promozione in Serie A anche Santo André, Avaí e Barueri. Marília, Criciúma, Gama e CRB vennero retrocesse in Série C.

## Squadre partecipanti

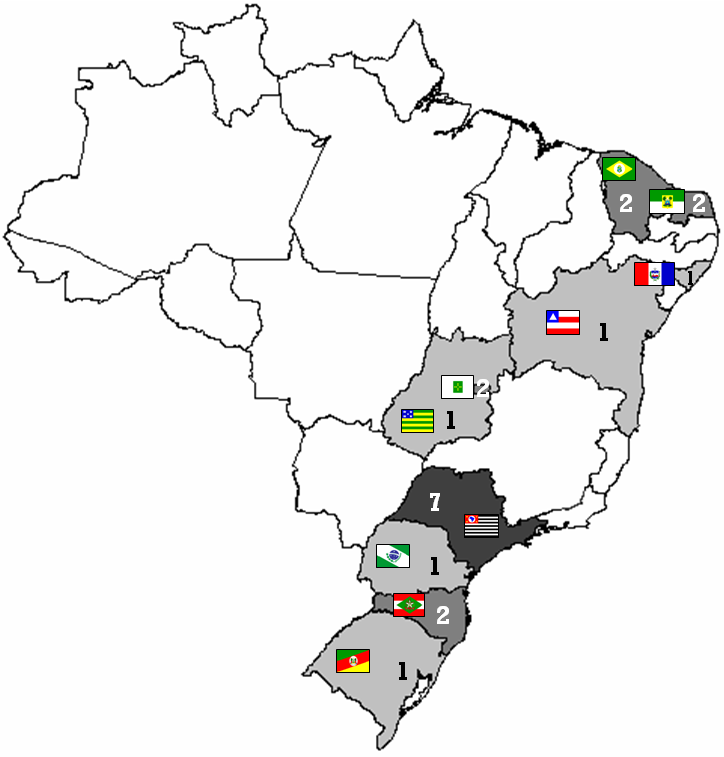
Squadre partecipanti alla Série B 2008.

| Squadra     | Città              | Stadio              | Stagione 2007        | Ranking CBF |
| ----------- | ------------------ | ------------------- | -------------------- | ----------- |
| ABC         | Natal              | Frasqueirão         | 4º posto in Série C  | 53°         |
| América-RN  | Natal              | Machadão            | 20º posto in Série A | 30°         |
| Avaí        | Florianópolis      | Ressacada           | 15º posto in Série B | 43°         |
| Bahia       | Salvador           | Jóia da Princesa    | 2º posto in Série C  | 18°         |
| Barueri     | Barueri            | Arena Barueri       | 13º posto in Série B | 131°        |
| Bragantino  | Bragança Paulista  | Marcelo Stéfani     | 1º posto in Série C  | 42°         |
| Brasiliense | Taguatinga         | Boca do Jacaré      | 9º posto in Série B  | 68°         |
| Ceará       | Fortaleza          | Castelão            | 16º posto in Série B | 25°         |
| CRB         | Maceió             | Pajuçara            | 8º posto in Série B  | 36°         |
| Corinthians | San Paolo          | Pacaembu            | 17º posto in Série B | 2°          |
| Criciúma    | Criciúma           | Heriberto Hülse     | 7º posto in Série B  | 28°         |
| Fortaleza   | Fortaleza          | Castelão            | 5º posto in Série B  | 29°         |
| Gama        | Gama               | Bezerrão            | 12º posto in Série B | 48°         |
| Juventude   | Caxias do Sul      | Alfredo Jaconi      | 18º posto in Série A | 27°         |
| Marília     | Marília            | Bento de Abreu      | 6º posto in Série B  | 67°         |
| Paraná      | Curitiba           | Vila Capanema       | 19º posto in Série A | 23°         |
| Ponte Preta | Campinas           | Moisés Lucarelli    | 11º posto in Série B | 24°         |
| Santo André | Santo André        | Bruno José Daniel   | 14º posto in Série B | 59°         |
| São Caetano | São Caetano do Sul | Anacleto Campanella | 10º posto in Série B | 45°         |
| Vila Nova   | Goiânia            | Serra Dourada       | 3º posto in Série C  | 44°         |

## Classifica finale
|  | Pos. | Squadra     | Pt | G  | V  | N  | P  | GF | GS | DR  |
|  | ---- | ----------- | -- | -- | -- | -- | -- | -- | -- | --- |
|  | 1.   | Corinthians | 85 | 38 | 25 | 10 | 3  | 79 | 29 | +50 |
|  | 2.   | Santo André | 68 | 38 | 19 | 11 | 8  | 71 | 45 | +26 |
|  | 3.   | Avaí        | 67 | 38 | 18 | 13 | 7  | 71 | 40 | +31 |
|  | 4.   | Barueri     | 63 | 38 | 20 | 3  | 15 | 58 | 55 | +3  |
|  | 5.   | Ponte Preta | 58 | 38 | 17 | 7  | 14 | 54 | 46 | +8  |
|  | 6.   | Vila Nova   | 58 | 38 | 17 | 7  | 14 | 57 | 55 | +2  |
|  | 7.   | Bragantino  | 57 | 38 | 16 | 9  | 13 | 47 | 41 | +6  |
|  | 8.   | Juventude   | 56 | 38 | 16 | 8  | 14 | 51 | 48 | +3  |
|  | 9.   | São Caetano | 54 | 38 | 14 | 12 | 12 | 61 | 55 | +6  |
|  | 10.  | Bahia       | 52 | 38 | 14 | 10 | 14 | 47 | 65 | -18 |
|  | 11.  | Paraná      | 49 | 38 | 14 | 7  | 17 | 49 | 54 | -5  |
|  | 12.  | Ceará       | 49 | 38 | 12 | 13 | 12 | 52 | 50 | +2  |
|  | 13.  | ABC         | 48 | 38 | 12 | 12 | 14 | 55 | 57 | -2  |
|  | 14.  | Brasiliense | 47 | 38 | 13 | 8  | 17 | 56 | 64 | -8  |
|  | 15.  | América-RN  | 46 | 38 | 12 | 10 | 16 | 46 | 51 | -5  |
|  | 16.  | Fortaleza   | 45 | 38 | 12 | 9  | 17 | 56 | 56 | 0   |
|  | 17.  | Marília     | 45 | 38 | 11 | 12 | 15 | 47 | 60 | -13 |
|  | 18.  | Criciúma    | 41 | 38 | 11 | 8  | 19 | 40 | 54 | -14 |
|  | 19.  | Gama        | 35 | 38 | 9  | 8  | 21 | 37 | 72 | -35 |
|  | 20.  | CRB         | 24 | 38 | 5  | 9  | 24 | 35 | 72 | -37 |

Legenda:

      Promosse in Série A 2009
      Retrocesse in Série C 2009
Note:

Tre punti a vittoria, uno a pareggio, zero a sconfitta.

## Risultati
|             | ABC      | AME      | AVA      | BAH      | BAR      | BRG      | BSL      | CEA      | COR      | CRB      | CRI      | FOR      | GAM      | JUV      | MAR      | PAR      | PPR      | SAD      | CAE      | VIL      |
| ----------- | -------- | -------- | -------- | -------- | -------- | -------- | -------- | -------- | -------- | -------- | -------- | -------- | -------- | -------- | -------- | -------- | -------- | -------- | -------- | -------- |
| ABC         | —        | 0-0(R11) | 1-1(R21) | 5-1(R29) | 3-0(R34) | 0-0(R13) | 2-2(R14) | 3-1(R09) | 0-1(R03) | 1-0(R19) | 0-0(R06) | 1-4(R27) | 4-1(R23) | 1-1(R05) | 1-1(R36) | 1-0(R26) | 1-1(R37) | 1-3(R16) | 2-1(R31) | 3-2(R01) |
| América     | 3-2(R30) | —        | 1-5(R07) | 0-1(R02) | 3-1(R18) | 0-0(R35) | 3-4(R22) | 0-0(R25) | 2-0(R38) | 0-0(R33) | 1-0(R20) | 1-1(R10) | 2-0(R15) | 2-0(R28) | 3-0(R12) | 3-2(R08) | 2-1(R04) | 2-1(R32) | 1-1(R17) | 5-1(R24) |
| Avaí        | 0-0(R02) | 1-1(R26) | —        | 4-1(R28) | 3-0(R22) | 3-1(R17) | 1-0(R35) | 2-1(R08) | 1-1(R18) | 5-1(R15) | 3-0(R30) | 2-1(R24) | 2-0(R12) | 1-0(R10) | 3-1(R32) | 3-1(R20) | 2-1(R33) | 1-1(R04) | 2-2(R38) | 4-1(R06) |
| Bahia       | 1-1(R10) | 3-0(R21) | 2-1(R09) | —        | 0-1(R04) | 2-2(R14) | 1-0(R34) | 1-1(R26) | 0-3(R31) | 2-0(R36) | 2-0(R24) | 1-1(R01) | 2-2(R19) | 1-0(R27) | 2-1(R37) | 0-0(R06) | 2-1(R16) | 1-4(R22) | 1-1(R13) | 3-2(R30) |
| Barueri     | 3-2(R15) | 3-0(R37) | 2-2(R03) | 3-2(R23) | —        | 2-1(R09) | 3-1(R27) | 4-3(R12) | 1-4(R05) | 1-0(R26) | 1-0(R33) | 1-0(R36) | 2-0(R01) | 4-0(R19) | 1-0(R21) | 1-2(R32) | 1-0(R30) | 1-5(R06) | 1-2(R29) | 0-1(R16) |
| Bragantino  | 1-1(R32) | 1-0(R16) | 3-2(R36) | 4-0(R33) | 0-2(R28) | —        | 2-1(R10) | 1-1(R15) | 1-1(R08) | 3-2(R05) | 0-2(R12) | 0-1(R37) | 4-0(R30) | 0-1(R03) | 1-0(R26) | 3-0(R23) | 2-0(R21) | 1-0(R01) | 2-1(R25) | 2-1(R19) |
| Brasiliense | 1-0(R33) | 1-0(R03) | 0-1(R16) | 2-3(R15) | 0-1(R08) | 3-1(R29) | —        | 3-1(R23) | 1-1(R25) | 6-3(R30) | 2-1(R32) | 0-0(R19) | 3-2(R26) | 2-2(R36) | 2-2(R01) | 1-2(R12) | 2-0(R09) | 1-1(R21) | 2-2(R05) | 2-1(R37) |
| Ceará       | 3-1(R28) | 2-0(R06) | 0-0(R27) | 2-2(R07) | 1-0(R31) | 0-0(R34) | 3-0(R04) | —        | 2-2(R13) | 1-0(R16) | 3-1(R11) | 1-0(R10) | 1-0(R37) | 2-1(R01) | 3-2(R19) | 1-1(R24) | 2-0(R22) | 2-3(R36) | 1-0(R14) | 1-2(R21) |
| Corinthians | 4-0(R22) | 2-0(R19) | 3-2(R37) | 0-1(R12) | 1-0(R24) | 2-0(R27) | 4-1(R06) | 2-0(R32) | —        | 3-2(R01) | 0-0(R15) | 2-0(R04) | 5-0(R21) | 2-0(R16) | 5-0(R10) | 2-1(R33) | 3-0(R26) | 2-2(R30) | 1-0(R09) | 3-1(R36) |
| CRB         | 1-3(R38) | 1-1(R14) | 1-1(R34) | 1-2(R17) | 1-2(R07) | 0-2(R24) | 2-1(R11) | 1-0(R35) | 1-2(R20) | —        | 1-0(R04) | 0-3(R13) | 2-2(R25) | 0-2(R31) | 2-2(R08) | 3-0(R18) | 0-2(R10) | 0-0(R28) | 1-1(R02) | 1-2(R22) |
| Criciúma    | 2-0(R25) | 1-0(R01) | 1-1(R11) | 1-2(R05) | 2-2(R14) | 1-0(R31) | 3-1(R13) | 2-0(R29) | 0-2(R34) | 3-0(R23) | —        | 2-1(R07) | 2-0(R36) | 0-1(R21) | 3-2(R16) | 0-3(R09) | 0-3(R19) | 4-4(R37) | 2-1(R03) | 1-1(R27) |
| Fortaleza   | 2-3(R08) | 2-1(R29) | 2-2(R05) | 5-1(R20) | 2-1(R17) | 1-2(R18) | 3-0(R38) | 2-2(R30) | 1-3(R23) | 2-2(R32) | 2-1(R26) | —        | 5-1(R03) | 0-0(R25) | 0-1(R33) | 4-1(R02) | 0-3(R12) | 2-0(R15) | 1-0(R35) | 1-2(R09) |
| Gama        | 0-2(R04) | 2-2(R34) | 0-3(R31) | 0-0(R38) | 0-2(R20) | 0-1(R11) | 1-0(R07) | 1-0(R18) | 1-3(R02) | 1-0(R06) | 2-0(R17) | 2-0(R22) | —        | 2-0(R13) | 2-1(R28) | 1-2(R35) | 1-1(R24) | 0-4(R10) | 1-2(R27) | 2-2(R14) |
| Juventude   | 3-0(R24) | 1-0(R09) | 1-0(R29) | 4-1(R08) | 3-2(R38) | 2-3(R22) | 2-0(R17) | 0-0(R20) | 1-2(R35) | 4-0(R12) | 1-0(R02) | 1-1(R06) | 3-2(R32) | —        | 2-0(R04) | 1-1(R30) | 1-1(R15) | 2-1(R33) | 3-4(R18) | 4-3(R26) |
| Marília     | 2-1(R17) | 2-1(R31) | 1-1(R13) | 3-1(R18) | 2-2(R02) | 1-1(R07) | 0-2(R20) | 2-1(R38) | 1-1(R29) | 0-0(R27) | 3-3(R35) | 4-2(R14) | 2-2(R09) | 1-0(R23) | —        | 0-0(R03) | 3-1(R06) | 2-0(R24) | 2-1(R11) | 1-0(R34) |
| Paraná      | 1-0(R07) | 2-1(R27) | 0-1(R01) | 3-0(R25) | 1-0(R13) | 2-2(R04) | 1-3(R31) | 2-2(R05) | 0-2(R14) | 4-0(R37) | 3-1(R28) | 3-1(R21) | 1-2(R16) | 1-2(R11) | 1-0(R22) | —        | 1-0(R36) | 0-1(R19) | 2-3(R34) | 0-0(R10) |
| Ponte Preta | 1-2(R18) | 2-0(R23) | 3-2(R14) | 1-0(R35) | 3-0(R11) | 1-0(R02) | 2-2(R28) | 3-2(R03) | 1-1(R07) | 1-0(R29) | 3-1(R38) | 2-2(R31) | 1-2(R05) | 1-0(R34) | 2-0(R25) | 3-1(R17) | —        | 2-1(R08) | 1-1(R20) | 2-0(R13) |
| Santo André | 4-2(R35) | 1-1(R13) | 1-0(R23) | 2-0(R03) | 2-1(R25) | 1-0(R20) | 1-3(R02) | 3-2(R17) | 1-1(R11) | 3-1(R09) | 1-0(R18) | 3-0(R34) | 2-0(R29) | 4-0(R14) | 2-2(R05) | 3-1(R38) | 1-3(R27) | —        | 0-0(R07) | 2-1(R31) |
| São Caetano | 0-4(R12) | 1-2(R36) | 3-3(R19) | 3-1(R32) | 1-3(R10) | 2-0(R06) | 4-1(R24) | 2-2(R33) | 2-2(R28) | 2-3(R21) | 0-0(R22) | 3-1(R16) | 3-1(R08) | 2-1(R37) | 1-0(R30) | 3-1(R15) | 3-0(R01) | 1-1(R26) | —        | 1-0(R04) |
| Vila Nova   | 3-1(R20) | 3-2(R05) | 1-0(R25) | 1-1(R11) | 2-3(R35) | 2-0(R38) | 2-0(R18) | 1-0(R02) | 2-1(R17) | 2-1(R03) | 2-0(R08) | 1-0(R28) | 1-1(R33) | 1-1(R07) | 4-0(R15) | 0-2(R29) | 2-1(R32) | 2-2(R12) | 2-1(R23) | —        |

Legenda:

## Statistiche

### Classifica marcatori
Fonte
| Gol |  |  | Giocatore       | Squadra     |
| --- |  |  | --------------- | ----------- |
| 24  |  |  | Túlio           | Vila Nova   |
| 15  |  |  | Nunes           | Bragantino  |
| 14  |  |  | Dentinho        | Corinthians |
| 14  |  |  | Herrera         | Corinthians |
| 14  |  |  | Márcio Mixirica | Santo André |
| 13  |  |  | Pedrão          | Barueri     |
| 12  |  |  | Luiz Carlos     | Ceará       |
| 12  |  |  | Tuta            | São Caetano |
| 12  |  |  | Jéferson        | Santo André |
| 11  |  |  | Mendes          | Juventude   |

## Verdetti finali
- Promosse in Serie A:  Corinthians, Santo André, Avaí e Barueri.
- Retrocesse in Serie C: Marília, Criciúma, Gama e CRB.